# Túlio Anatólio Artêmio
Túlio Anatólio Artêmio (português brasileiro) ou Artémio (português europeu) (em latim: Tullius Anatolius Artemius) foi um nobre romano do século IV. Um jovem claríssimo (clarissimus puer), faleceu aos seis anos em 384, durante o reinado de Teodósio I (r. 378–395) e Valentiniano II (r. 375–392).